# À travers les Flandres 2014
La 69e édition d'À travers les Flandres a eu lieu le 26 mars 2014. La course fait partie du calendrier UCI Europe Tour 2014 en catégorie 1.HC.
Elle a été remportée en solitaire par le Néerlandais Niki Terpstra (Omega Pharma-Quick Step) dix-sept secondes devant un peloton d'une cinquantaine de coureur réglé pour la deuxième place par l'Américain Tyler Farrar (Garmin-Sharp) devant le Slovène Borut Božič (Astana).

## Présentation

### Équipes
Classé en catégorie 1.HC de l'UCI Europe Tour, À travers les Flandres est par conséquent ouvert aux UCI ProTeams dans la limite de 70 % des équipes participantes, aux équipes continentales professionnelles, aux équipes continentales belges et à une équipe nationale belge.
Vingt-deux équipes participent à cet À travers les Flandres - quatorze ProTeams et huit équipes continentales professionnelles :
| UCI ProTeams            | UCI ProTeams | UCI ProTeams |
| Nom de l'équipe         | Pays         | Code         |
| ----------------------- | ------------ | ------------ |
| AG2R La Mondiale        | France       | ALM          |
| Astana                  | Kazakhstan   | AST          |
| Belkin                  | Pays-Bas     | BEL          |
| BMC Racing              | États-Unis   | BMC          |
| Cannondale              | Italie       | CAN          |
| Garmin-Sharp            | États-Unis   | GRS          |
| Katusha                 | Russie       | KAT          |
| Lotto-Belisol           | Belgique     | LTB          |
| Movistar                | Espagne      | MOV          |
| Omega Pharma-Quick Step | Belgique     | OPQ          |
| Orica-GreenEDGE         | Australie    | OGE          |
| Sky                     | Royaume-Uni  | SKY          |
| Tinkoff-Saxo            | Russie       | TCS          |
| Trek Factory Racing     | États-Unis   | TFR          |

| Équipes continentales professionnelles | Équipes continentales professionnelles | Équipes continentales professionnelles |
| Nom de l'équipe                        | Pays                                   | Code                                   |
| -------------------------------------- | -------------------------------------- | -------------------------------------- |
| Androni Giocattoli-Venezuela           | Italie                                 | AND                                    |
| Cofidis                                | France                                 | COF                                    |
| IAM                                    | Suisse                                 | IAM                                    |
| MTN-Qhubeka                            | Afrique du Sud                         | MTN                                    |
| NetApp-Endura                          | Allemagne                              | TNE                                    |
| Topsport Vlaanderen-Baloise            | Belgique                               | TSV                                    |
| UnitedHealthcare                       | États-Unis                             | UHC                                    |
| Wanty-Groupe Gobert                    | Belgique                               | WGG                                    |

### Règlement de la course

#### Primes
Les vingt prix sont attribués suivant le barème de l'UCI,. Le total général des prix distribués est de 18 800 €.
| Position | 1er     | 2e      | 3e      | 4e    | 5e    | 6e    | 7e    | 8e    | 9e    | 10e à 20e |
| Prix     | 7 515 € | 3 760 € | 1 875 € | 935 € | 745 € | 565 € | 565 € | 375 € | 375 € | 190 €     |

## Classement final
|    | Coureur            | Pays        | Équipe                      |    | Temps           |
| -- | ------------------ | ----------- | --------------------------- | -- | --------------- |
| 1  | Niki Terpstra      | Pays-Bas    | Omega Pharma-Quick Step     | en | 4 h 31 min 43 s |
| 2  | Tyler Farrar       | États-Unis  | Garmin-Sharp                | +  | 17 s            |
| 3  | Borut Božič        | Slovénie    | Astana                      |    | 17 s            |
| 4  | Jempy Drucker      | Luxembourg  | Wanty-Groupe Gobert         |    | 17 s            |
| 5  | Sylvain Chavanel   | France      | IAM                         |    | 17 s            |
| 6  | Jens Debusschere   | Belgique    | Lotto-Belisol               |    | 17 s            |
| 7  | Tom Van Asbroeck   | Belgique    | Topsport Vlaanderen-Baloise |    | 17 s            |
| 8  | Oscar Gatto        | Italie      | Cannondale                  |    | 17 s            |
| 9  | Jens Keukeleire    | Belgique    | Orica-GreenEDGE             |    | 17 s            |
| 10 | Yauheni Hutarovich | Biélorussie | AG2R La Mondiale            |    | 17 s            |

## Liste des participants
- Liste de départ complète

| Légende | Légende                                                                    | Légende | Légende                                                    |
| ------- | -------------------------------------------------------------------------- | ------- | ---------------------------------------------------------- |
| Num     | Dossard de départ porté par le coureur sur cet À travers les Flandres      | Pos     | Position à l'arrivée de la course                          |
|         | Indique un maillot de champion national ou mondial, suivi de sa spécialité | NP      | Indique un coureur qui n'a pas pris le départ de la course |
| AB      | Indique un coureur qui n'a pas terminé la course                           | HD      | Indique un coureur qui a terminé la course hors des délais |

| Cannondale CAN | Cannondale CAN             | Cannondale CAN |
| -------------- | -------------------------- | -------------- |
| Num            | Coureur                    | Pos            |
| 1              | Oscar Gatto (ITA)          | 8e             |
| 2              | Maciej Bodnar (POL)        | 62e            |
| 3              | Ted King (USA)             | 114e           |
| 4              | Kristjan Koren (SLO)       | 50e            |
| 5              | Matthias Krizek (AUT)      | AB             |
| 6              | Paolo Longo Borghini (ITA) | 103e           |
| 7              | Alan Marangoni (ITA)       | 67e            |
| 8              | Marco Marcato (ITA)        | 76e            |

| Movistar MOV | Movistar MOV             | Movistar MOV |
| ------------ | ------------------------ | ------------ |
| Num          | Coureur                  | Pos          |
| 11           | Alejandro Valverde (ESP) | 36e          |
| 12           | Francisco Ventoso (ESP)  | 12e          |
| 13           | Enrique Sanz (ESP)       | AB           |
| 14           | Alex Dowsett (GBR)       | 98e          |
| 15           | Imanol Erviti (ESP)      | 96e          |
| 16           | Beñat Intxausti (ESP)    | AB           |
| 17           | Juan José Lobato (ESP)   | 58e          |
| 18           | Jasha Sütterlin (GER)    | 95e          |

| Sky SKY | Sky SKY                  | Sky SKY |
| ------- | ------------------------ | ------- |
| Num     | Coureur                  | Pos     |
| 21      |                          |         |
| 22      |                          |         |
| 23      | Christian Knees (GER)    | 64e     |
| 24      | Salvatore Puccio (ITA)   | AB      |
| 25      | Gabriel Rasch (NOR)      | AB      |
| 26      | Luke Rowe (GBR)          | 66e     |
| 27      | Ian Stannard (GBR)       | 15e     |
| 28      | Christopher Sutton (AUS) | 100e    |

| BMC Racing BMC | BMC Racing BMC         | BMC Racing BMC |
| -------------- | ---------------------- | -------------- |
| Num            | Coureur                | Pos            |
| 31             | Daniel Oss (ITA)       | AB             |
| 32             |                        |                |
| 33             | Steve Cummings (GBR)   | 110e           |
| 34             | Silvan Dillier (SUI)   | 18e            |
| 35             | Sebastian Lander (DEN) | AB             |
| 36             | Klaas Lodewyck (BEL)   | 32e            |
| 37             | Danilo Wyss (SUI)      | AB             |
| 38             | Rick Zabel (GER)       | 118e           |

| Garmin-Sharp GRS | Garmin-Sharp GRS          | Garmin-Sharp GRS |
| ---------------- | ------------------------- | ---------------- |
| Num              | Coureur                   | Pos              |
| 41               | Nick Nuyens (BEL)         | 44e              |
| 42               | Jack Bauer (NZL)          | 101e             |
| 43               | Tyler Farrar (USA)        | 2e               |
| 44               | Lasse Norman Hansen (DEN) | AB               |
| 45               | Raymond Kreder (NED)      | 37e              |
| 46               | David Millar (GBR)        | AB               |
| 47               | Dylan van Baarle (NED)    | 45e              |
| 48               | Steele Von Hoff (AUS)     | 89e              |

| Trek Factory Racing TFR | Trek Factory Racing TFR      | Trek Factory Racing TFR |
| ----------------------- | ---------------------------- | ----------------------- |
| Num                     | Coureur                      | Pos                     |
| 51                      | Stijn Devolder (BEL) (Route) | 51e                     |
| 52                      | Jesse Sergent (NZL)          | 97e                     |
| 53                      | Eugenio Alafaci (ITA)        | 77e                     |
| 54                      | Markel Irizar (ESP)          | 42e                     |
| 55                      | Fabio Silvestre (POR)        | 112e                    |
| 56                      | Jasper Stuyven (BEL)         | 33e                     |
| 57                      | Boy van Poppel (NED)         | 34e                     |
| 58                      | Danny van Poppel (NED)       | 28e                     |

| Omega Pharma-Quick Step OPQ | Omega Pharma-Quick Step OPQ    | Omega Pharma-Quick Step OPQ |
| --------------------------- | ------------------------------ | --------------------------- |
| Num                         | Coureur                        | Pos                         |
| 61                          | Tom Boonen (BEL)               | 14e                         |
| 62                          | Niki Terpstra (NED)            | 1er                         |
| 63                          | Julien Vermote (BEL)           | 40e                         |
| 64                          | Andrew Fenn (GBR)              | 59e                         |
| 65                          | Nikolas Maes (BEL)             | 46e                         |
| 66                          | Gert Steegmans (BEL)           | 49e                         |
| 67                          | Guillaume Van Keirsbulck (BEL) | 65e                         |
| 68                          | Stijn Vandenbergh (BEL)        | 22e                         |

| Astana AST | Astana AST               | Astana AST |
| ---------- | ------------------------ | ---------- |
| Num        | Coureur                  | Pos        |
| 71         | Borut Božič (SLO)        | 3e         |
| 72         | Daniil Fominykh (KAZ)    | AB         |
| 73         | Francesco Gavazzi (ITA)  | 47e        |
| 74         | Dmitriy Gruzdev (KAZ)    | AB         |
| 75         | Valentin Iglinskiy (KAZ) | 88e        |
| 76         | Arman Kamyshev (KAZ)     | 117e       |
| 77         | Dmitriy Muravyev (KAZ)   | 116e       |
| 78         | Ruslan Tleubayev (KAZ)   | 69e        |

| Orica-GreenEDGE OGE | Orica-GreenEDGE OGE   | Orica-GreenEDGE OGE |
| ------------------- | --------------------- | ------------------- |
| Num                 | Coureur               | Pos                 |
| 81                  | Matthew Goss (AUS)    | AB                  |
| 82                  | Mathew Hayman (AUS)   | 55e                 |
| 83                  | Mitchell Docker (AUS) | 25e                 |
| 84                  | Michael Hepburn (AUS) | AB                  |
| 85                  | Jens Keukeleire (BEL) | 9e                  |
| 86                  | Aidis Kruopis (LTU)   | 78e                 |
| 87                  | Jens Mouris (NED)     | AB                  |
| 88                  | Svein Tuft (CAN)      | AB                  |

| Katusha KAT | Katusha KAT                  | Katusha KAT |
| ----------- | ---------------------------- | ----------- |
| Num         | Coureur                      | Pos         |
| 91          | Alexander Kristoff (NOR)     | 13e         |
| 92          | Alexey Tsatevitch (RUS)      | 104e        |
| 93          | Gatis Smukulis (LAT)         | 111e        |
| 94          | Rüdiger Selig (GER)          | 56e         |
| 95          | Aliaksandr Kuschynski (BLR)  | AB          |
| 96          | Viatcheslav Kouznetsov (RUS) | 39e         |
| 97          | Alexander Porsev (RUS)       | 74e         |
| 98          | Alexander Rybakov (RUS)      | AB          |

| Tinkoff-Saxo TCS | Tinkoff-Saxo TCS              | Tinkoff-Saxo TCS |
| ---------------- | ----------------------------- | ---------------- |
| Num              | Coureur                       | Pos              |
| 101              | Michael Mørkøv (DEN) (Route)  | 16e              |
| 102              | Christopher Juul Jensen (DEN) | 70e              |
| 103              | Manuele Boaro (ITA)           | AB               |
| 104              | Michal Kolář (SVK)            | AB               |
| 105              | Marko Kump (SLO)              | 91e              |
| 106              | Jay McCarthy (AUS)            | AB               |
| 107              | Nicki Sørensen (DEN)          | 48e              |
| 108              | Nikolay Trusov (RUS)          | 61e              |

| AG2R La Mondiale ALM | AG2R La Mondiale ALM     | AG2R La Mondiale ALM |
| -------------------- | ------------------------ | -------------------- |
| Num                  | Coureur                  | Pos                  |
| 111                  | Yauheni Hutarovich (BLR) | 10e                  |
| 112                  | Davide Appollonio (ITA)  | 79e                  |
| 113                  | Gediminas Bagdonas (LTU) | 31e                  |
| 114                  | Steve Chainel (FRA)      | 19e                  |
| 115                  | Maxime Daniel (FRA)      | AB                   |
| 116                  | Damien Gaudin (FRA)      | 53e                  |
| 117                  | Hugo Houle (CAN)         | 93e                  |
| 118                  | Lloyd Mondory (FRA)      | 73e                  |

| Belkin BEL | Belkin BEL               | Belkin BEL |
| ---------- | ------------------------ | ---------- |
| Num        | Coureur                  | Pos        |
| 121        | Moreno Hofland (NED)     | AB         |
| 122        | Jos van Emden (NED)      | 30e        |
| 123        | Maarten Wynants (BEL)    | 11e        |
| 124        | Jetse Bol (NED)          | AB         |
| 125        | Rick Flens (NED)         | AB         |
| 126        | Barry Markus (NED)       | AB         |
| 127        | Nick van der Lijke (NED) | 87e        |
| 128        | Robert Wagner (GER)      | NP         |

| Lotto-Belisol LTB | Lotto-Belisol LTB         | Lotto-Belisol LTB |
| ----------------- | ------------------------- | ----------------- |
| Num               | Coureur                   | Pos               |
| 131               | Kris Boeckmans (BEL)      | AB                |
| 132               | Vegard Breen (NOR)        | 99e               |
| 133               | Sean De Bie (BEL)         | 94e               |
| 134               | Jens Debusschere (BEL)    | 6e                |
| 135               | Kenny Dehaes (BEL)        | 107e              |
| 136               | Pim Ligthart (NED)        | 43e               |
| 137               | Jonas Van Genechten (BEL) | AB                |
| 138               | Frederik Willems (BEL)    | 106e              |

| IAM | IAM                               | IAM  |
| --- | --------------------------------- | ---- |
| Num | Coureur                           | Pos  |
| 141 | Sylvain Chavanel (FRA)            | 5e   |
| 142 | Marcel Aregger (SUI)              | 92e  |
| 143 | Kevyn Ista (BEL)                  | 113e |
| 144 | Dominic Klemme (GER)              | AB   |
| 145 | Roger Kluge (GER)                 | 52e  |
| 146 | Matteo Pelucchi (ITA)             | AB   |
| 147 | Jérôme Pineau (FRA)               | 105e |
| 148 | Aleksejs Saramotins (LAT) (Route) | 35e  |

| Wanty-Groupe Gobert WGG | Wanty-Groupe Gobert WGG   | Wanty-Groupe Gobert WGG |
| ----------------------- | ------------------------- | ----------------------- |
| Num                     | Coureur                   | Pos                     |
| 151                     | Björn Leukemans (BEL)     | 23e                     |
| 152                     | James Vanlandschoot (BEL) | 85e                     |
| 153                     | Laurens De Vreese (BEL)   | 21e                     |
| 154                     | Jempy Drucker (LUX)       | 4e                      |
| 155                     | Jan Ghyselinck (BEL)      | 115e                    |
| 156                     | Wesley Kreder (NED)       | 109e                    |
| 157                     | Mirko Selvaggi (ITA)      | 41e                     |
| 158                     | Frederik Veuchelen (BEL)  | 84e                     |

| Topsport Vlaanderen-Baloise TSV | Topsport Vlaanderen-Baloise TSV | Topsport Vlaanderen-Baloise TSV |
| ------------------------------- | ------------------------------- | ------------------------------- |
| Num                             | Coureur                         | Pos                             |
| 161                             | Yves Lampaert (BEL)             | 27e                             |
| 162                             | Tim Declercq (BEL)              | 29e                             |
| 163                             | Jarl Salomein (BEL)             | 68e                             |
| 164                             | Stijn Steels (BEL)              | 83e                             |
| 165                             | Tom Van Asbroeck (BEL)          | 7e                              |
| 166                             | Gijs Van Hoecke (BEL)           | 121e                            |
| 167                             | Kenneth Vanbilsen (BEL)         | 24e                             |
| 168                             | Jelle Wallays (BEL)             | 54e                             |

| Cofidis COF | Cofidis COF            | Cofidis COF |
| ----------- | ---------------------- | ----------- |
| Num         | Coureur                | Pos         |
| 171         | Edwig Cammaerts (BEL)  | 86e         |
| 172         | Egoitz García (ESP)    | 75e         |
| 173         | Gert Jõeäär (EST)      | 72e         |
| 174         | Cyril Lemoine (FRA)    | 20e         |
| 175         | Adrien Petit (FRA)     | 71e         |
| 176         | Florian Sénéchal (FRA) | 17e         |
| 177         | Louis Verhelst (BEL)   | AB          |
| 178         | Romain Zingle (BEL)    | 38e         |

| Androni Giocattoli-Venezuela AND | Androni Giocattoli-Venezuela AND | Androni Giocattoli-Venezuela AND |
| -------------------------------- | -------------------------------- | -------------------------------- |
| Num                              | Coureur                          | Pos                              |
| 181                              | Marco Bandiera (ITA)             | 82e                              |
| 182                              | Carlos José Ochoa (VEN)          | AB                               |
| 183                              | Patrick Facchini (ITA)           | 80e                              |
| 184                              | Johnny Hoogerland (NED) (Route)  | 102e                             |
| 185                              | Antonio Parrinello (ITA)         | 90e                              |
| 186                              | Nicola Testi (ITA)               | AB                               |
| 187                              | Kenny van Hummel (NED)           | AB                               |
| 188                              | Andrea Zordan (ITA)              | 108e                             |

| MTN-Qhubeka MTN | MTN-Qhubeka MTN           | MTN-Qhubeka MTN |
| --------------- | ------------------------- | --------------- |
| Num             | Coureur                   | Pos             |
| 191             | Johann van Zyl (RSA)      | 81e             |
| 192             |                           |                 |
| 193             |                           |                 |
| 194             | Ignatas Konovalovas (LTU) | AB              |
| 195             | Bradley Potgieter (RSA)   | AB              |
| 196             | Martin Reimer (GER)       | 60e             |
| 197             | Songezo Jim (RSA)         | AB              |
| 198             |                           |                 |

| NetApp-Endura TNE | NetApp-Endura TNE         | NetApp-Endura TNE |
| ----------------- | ------------------------- | ----------------- |
| Num               | Coureur                   | Pos               |
| 201               | Sam Bennett (IRL)         | AB                |
| 202               | Blaž Jarc (SLO)           | AB                |
| 203               | Ralf Matzka (GER)         | AB                |
| 204               | Jonathan McEvoy (GBR)     | 120e              |
| 205               | Andreas Schillinger (GER) | 26e               |
| 206               | Daniel Schorn (AUT)       | AB                |
| 207               | Michael Schwarzmann (GER) | 57e               |
| 208               |                           |                   |

| UnitedHealthcare UHC | UnitedHealthcare UHC     | UnitedHealthcare UHC |
| -------------------- | ------------------------ | -------------------- |
| Num                  | Coureur                  | Pos                  |
| 211                  |                          |                      |
| 212                  | Alessandro Bazzana (ITA) | 63e                  |
| 213                  | Ken Hanson (USA)         | AB                   |
| 214                  | Aldo Ino Ilešič (SLO)    | AB                   |
| 215                  | Christopher Jones (USA)  | AB                   |
| 216                  | Luke Keough (USA)        | AB                   |
| 217                  | John Murphy (USA)        | 119e                 |
| 218                  | Daniel Summerhill (USA)  | AB                   |